# 아이한 아크만
아이한 아크만(Ayhan Akman, 1977년 2월 23일, 부르사 주 이네괼)은 갈라타사라이 SK, 베식타시 JK에서 활동한 바 있는 튀르키예의 전 축구 선수이다.

## 클럽에서의 활약

### 초기
아이한은 이네괼스포르에서 축구를 시작했고 겨우 16살에 이네괼스포르의 1군에 올라 총 16 경기를 뛰었다.
1994-95 시즌에(17살) 가지안테프스포르에 이적되어 등번호 10번을 달았으며 플레이메이커로 네 시즌 동안 활약했다. 총 112 경기 동안 23골을 득점한 아이한이 가지안테프스포르에서 뛰는 4년 동안 팀은 역사적인 좋은 성적을 거뒀다.

### 베식타시
1998-99 시즌에는 베식타시 JK의 감독이었던 존 벤자민 토샥(John Benjamin Toshack)이 관심을 가졌고 결국 21세의 아이한은 875만 달러의 이적료로 베식타시 JK에 영입되었다. 3년 동안 아이한은 총 81경기 동안 19골을 넣으며 활약했다.
그러나 결국 2000-01 시즌 막판에 당한 부상으로 세 달 동안이나 팀의 스쿼드에 들어가지 못했고 결국 아이한을 베식타시 JK에 영입했던 존 벤자민 감독마저 팀을 떠나게 된다. 새 감독직을 맡았던 크리스토퍼 다움(현 페네르바체 SK 감독)은 아이한을 필요 없는 선수로 간주했고 그는 한동안 벤치에 앉아 있게 된다.
특히 베식타시 JK가 3-1로 패배한 가지안테프스포르의 리그 경기에서 아이한은 벤치에 앉아 웃었다는 이유로 경기장의 베식타시 JK 서포터들에게 심한 야유와 비판을 받았다.
그는 경기 후 다음과 같은 인터뷰를 남겼다.
| “ | 내가 뛰지도 않은 경기에서마저도 난 비판을 받고 있다. 팀이 못하는 이유도 다 내가 있기 때문이라는 건가? 정말 난 서포터들이 이해가 되지 않는다. | ” |

마침 파티흐 테림이 UEFA 컵을 우승시키며 감독직에서 내려왔고 루마니아의 미르체아 루체스쿠에게 감독직을 부여하며 팀 물갈이를 시도하던 갈라타사라이 SK는 게오르게 하지의 은퇴와 오칸 부루크, 엠레 벨뢰졸루의 이탈리아 진출로 인해 미드필더 진이 비게 되었고 아이한에게 관심을 갖게 된다. 많은 협상 끝에 결국 아이한은 500만 달러의 이적료로 갈라타사라이 SK에 영입된다.

### 갈라타사라이
미르체아 루체스쿠의 전술에서 중앙 미드필더로 뛰었으며 다시 갈라타사라이 SK로 돌아온 파티흐 테림과 팀의 영웅이었던 게오르게 하지의 전술에서는 수비형 미드필더를 수행했다. 에릭 게레츠의 전술에서는 왼쪽 윙에서도 뛰며 멀티플레이어임을 증명하였다. 미하엘 스키베는 그를 린코웅의 빈 자리에 후보로 기용했고 아이한은 다시 원래 자리였던 플레이메이커로 돌아왔다. 2008-09 시즌에는 팀의 3번째 주장이 되었고 2009-10 시즌엔 아르다 투란의 뒤로 부주장으로 임명받았다. 2012년 2월 15일에 시즌이 끝나고 은퇴하겠다고 선언하였다.

## 국가대표팀에서 보인 활약
튀르키예 성인 국가대표팀에서 총 17번 뛰었으며 아직 득점은 없다. 유소년 국가대표 팀에선 자주 불렸으나 성인 국가대표에서는 자주 차출되지 못했다. 그러나 유로 2008 엔트리에 들며 팀이 준결승 진출을 하는데 공을 세웠다.

## 수상
- 쉬페르리그 우승
  - 2002-2003 갈라타사라이 SK
  - 2005-2006 갈라타사라이 SK
  - 2007-2008 갈라타사라이 SK
- 튀르키예 쿠파스 우승
  - 1998년 베식타시 JK
  - 2005년 갈라타사라이 SK
- 튀르키예 쉬페르 쿠파 우승
  - 2008년 갈라타사라이 SK
- 아타튀르크 컵 우승 (2001년이 마지막 대회)
  - 2001년 베식타시 JK